# Leptokarya (Alexandroupoli)
Leptokarya (griechisch Λεπτοκαρυά (f. sg.)) ist ein Dorf der Gemeinde Alexandroupoli in der griechischen Region Ostmakedonien und Thrakien. Verwaltungstechnisch zählt es zur Ortsgemeinschaft Esymi.
Das Dorf Leptokarya liegt an der Landstraße Alexandroupoli–Mikro Derio auf etwa 700 m über dem Meer.
Unter der Bezeichnung Foundoutziak wurde das Dorf 1924 in die damalige Landgemeinde Esymi eingegliedert und 1928 in Leptokarya umbenannt. Zwischen 1940 und 1946 gehörte Leptokarya zur Landgemeinde Arrianes in der Präfektur Rodopi. Die Einwohner sind mehrheitlich muslimisch.
Der Verband der Sarakatsanen des Regionalbezirks Evros unterhält seit 2005 ein Museum mit einer traditionellen Siedlung. Es wurde mit finanzieller Unterstützung des Förderprogramms LEADER+ der Europäischen Union errichtet.